# اردباخ
اردباخ (به آلمانی: Erdbach) یک رود در آلمان است که در هسن واقع شده‌است.